# Welles Hoyt
William Welles (Bill) Hoyt (Glastonbury, 7 maart 1875 – Berlin (Connecticut), 1 december 1954) was een Amerikaanse atleet. Hij nam eenmaal deel aan de Olympische Spelen en veroverde bij die gelegenheid een gouden medaille.

## Loopbaan
Hoyt was de eerste olympische kampioen polsstokhoogspringen. Hij behaalde deze titel op de Olympische Spelen van 1896 in Athene, door zijn landgenoot Albert Tyler met een hoogte van 3,30 m te verslaan. Ook kwam hij uit op de 100 m horden. Hij werd in de voorronde tweede achter de latere olympische kampioen Thomas Curtis, maar ging in de finale niet van start.
Na zijn sportcarrière werd Hoyt arts. Jarenlang werkte hij namens de Amerikaanse Public Health Service in het buitenland, voordat hij zich vestigde in het stadje Berlin in de staat New York.
In zijn actieve tijd was hij aangesloten bij de Boston Athletic Association.

## Titels
- Olympisch kampioen polsstokhoogspringen - 1896
- IC4A-kampioen polsstokhoogspringen - 1898

## Persoonlijk record
- polsstokhoogspringen - 3,46 m (1898)

## Palmares

### polsstokhoogspringen
- 1896:  OS - 3,30 m

### 100 m horden
- 1896: DNS OS

1896: Welles Hoyt ·
1900: Irving Baxter ·
1904: Charles Dvorak ·
1908: Edward Cook & Alfred Gilbert ·
1912: Harry Babcock ·
1920: Frank Foss ·
1924: Lee Barnes ·
1928: Sabin Carr ·
1932: Bill Miller ·
1936: Earle Meadows ·
1948: Guinn Smith ·
1952: Bob Richards ·
1956: Bob Richards ·
1960: Don Bragg ·
1964: Fred Hansen ·
1968: Bob Seagren ·
1972: Wolfgang Nordwig ·
1976: Tadeusz Ślusarski ·
1980: Władysław Kozakiewicz ·
1984: Pierre Quinon ·
1988: Serhij Boebka ·
1992: Maksim Tarasov ·
1996: Jean Galfione ·
2000: Nick Hysong ·
2004: Tim Mack ·
2008: Steven Hooker ·
2012: Renaud Lavillenie ·
2016: Thiago Braz da Silva ·
2020: Armand Duplantis ·
2024: Armand Duplantis